# كبلر-174d
كيبلر 174 دي (بالإنجليزية: Kepler-174d)‏ هو كوكب خارج المجموعة الشمسية، في كوكبة الدجاجة (كوكبة)، يتبع Kepler-174.

## الاكتشاف
اكتشف في 26 فبراير 2014.